# Getto w Złoczowie
Getto w Złoczowie – getto dla ludności żydowskiej zorganizowane przez okupacyjne władze hitlerowskie w czasach II wojny światowej w Złoczowie. 
Getto zostało założone 1 grudnia 1942 roku. Umieszczono w nim około 4 tys. Żydów ze Złoczowa oraz z Gołogór, Sasowa i Białego Kamienia. Warunki sanitarne panujące w getcie szybko doprowadziły do wybuchu epidemii tyfusu, co stało się pretekstem do likwidacji getta, która nastąpiła w dniach 3-4 kwietnia 1943 roku. W pobliżu wsi Jelechowice SS rozstrzelało około 3,5 tys. mieszkańców getta. 
Po likwidacji getta w Złoczowie pozostał obóz pracy, którego więźniowie pracowali w zakładach rzemieślniczych. W lipcu 1943 roku obóz także został zlikwidowany.
23 lipca 2006 roku w miejscu masowych egzekucji odsłonięto pomnik. W uroczystości uczestniczył m.in. laureat Nagrody Nobla Roald Hoffmann.